# The Mills Brothers
The Mills Brothers var en amerikansk jazz/pop gruppe. Gruppen blev dannet i 1928.